# 岡山県道220号沼瀬戸線
岡山県道220号沼瀬戸線（おかやまけんどう220ごう ぬませとせん）は、岡山県岡山市東区を通る一般県道である。

## 概要

### 路線データ
- 起点：岡山県岡山市東区沼（沼交差点、国道250号交点）
- 終点：岡山県岡山市東区瀬戸町下（岡山県道37号西大寺山陽線交点）
- 総延長：約3.6 km

## 路線状況

### 道路施設

#### 橋梁
- 浮田橋（砂川、岡山県道37号西大寺山陽線、岡山市東区）

## 地理

### 通過する自治体
- 岡山市（東区）

### 交差する道路
| 交差する道路             | 交差する場所 | 交差する場所    |
| ------------------------ | ------------ | --------------- |
| 国道250号                | 沼           | 沼交差点 / 起点 |
| 岡山県道37号西大寺山陽線 | 瀬戸町下     | 終点            |

### 交差する鉄道
- 山陽本線
- 山陽新幹線

### 沿線
- 岡山市立浮田小学校